# كورالاين (فلم)

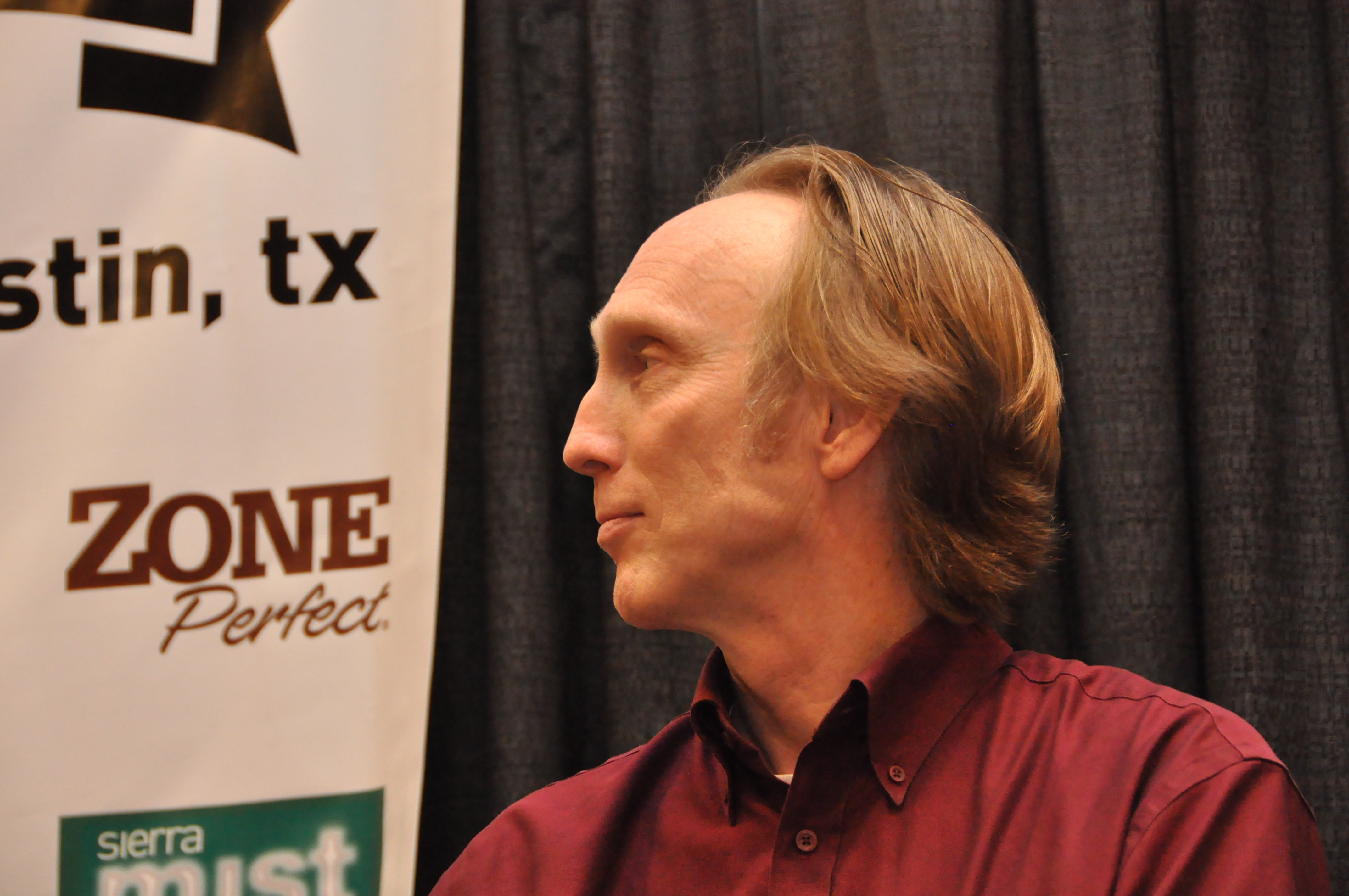
المخرج هنري سيليك يتحدث عن فيلم كورالاين في مؤتمر صحفي

كورالاين هو فيلم رسوم متحركة أمريكي من صنف الخيال ثلاثي الأبعاد صدر سنة 2009 بتقنية إيقاف الحركة عن رواية الكاتب البريطاني نيل غيمان التي صدرت سنة 2002، وهو من تأليف وإخراج الكاتب والمنتج الروسي هنري سيليك، بتعاون وموافقة الكاتب نيل غيمان.
صدر الفيلم في الولايات المتحدة الأمريكية في 6 فبراير 2009 بعد العرض العالمي الأول لمهرجان بورتلاند السينمائي الدولي حيث تلقى إشادة عالمية، محققاً خلال افتتاح عطلة نهاية الأسبوع إيرادات ستة عشر مليونا وثمانمائة وخمسون ألف دولار، محتلاً بذلك المرتبة الثالثة في شباك التذاكر وٱبتداءً من سبتمبر 2009، تمكن الفيلم من تحقيق إيرادات فاقت 120 مليون دولار على المستوى العالمي. تمكن فيلم كورالاين من حصد العديد من الجوائز كجائزة أني أواردز لأفضل موسيقى، وأفضل تصميم شخصية، وأفضل تصميم إنتاج كما رشح الفيلم لأسوء فيلم رسوم متحركة.

## ملخص القصة
كورالاين فتاة صغيرة في الحادية عشرة من العمر، انتقلت حديثاً رفقة والديها إلى القصر الوردي في آشلاند بولاية أوريغون، لتجد كورالاين نفسها وحيدة تعاني فراغا كبيرا بسبب انهماك والديها في العمل، فتقرر إستكشاف منزلها الجديد، لتفاجئ بوجود باب صغير يؤدي إلى عالم أخر بحلول الظلام، عالم نسخة طبق الأصل من عالمها وحياتها الخاصة، بنفس والديها وجيرانها وأصدقاؤها يملئه الحنان والمرح والاهتمام الفرق الوحيد أن جميع الشخصيات في ذلك العالم تضع أزراراً سوداء عوض العيون الطبيعية، ورغم ذلك تسعد كورالاين وتقرر المجيئ كل ليلة.
وذات ليلة بينما هي عائدة من حفل سيرك ممتع، تقترح «الأم الأخرى» و«الأب الأخر» على كورالاين العيش والبقاء معهم إلى الأبد بشرط واحد أن تسمح لهم بخياطة أزرار في عينيها، فترتعد كورالاين خوفاً وترفض قطعاً مقررة العودة إلى عالمها، وترك العالم السحري، لكنها تجد نفسها حبيسة ذلك العالم وسخط الأم الأخرى، قبل أن ينقدها صديقها وايبي ويهربها إلى عالمها الحقيقي، لكن بعودتها تكتشف اختفاء والديها الحقيقيان بسبب تلك الدمية، لتقرر العودة إلى «العالم الآخر» وتحدي الساحرة الشريرة أكلة عيون الأطفال.
تتحداها إما أن تخسر كورالاين وتعيش للأبد عند الساحرة وإما إن ربحت كورالاين فعلى الساحرة أن ترجع جميع أرواح الأطفال المأسورة لدى الساحرة فيقبلون التحدي وتربح فيعودوا والديها ولا يعلمون شيء.
وبعد ذلك تلاحق تلك الساحرة كورالاين لكي تحصل على المفتاح عن طريق يدها الحديدية فتذهب كارولاين وتنوي أن تخبئ ذلك المفتاح بحفرة عميقة فتتعارك مع اليد ويأتي صديق كورالاين وايبي وينقذها برمي حجر كبير على اليد الحديدية فتتهشم، فيرمون بالمفتاح وحطام اليد الحديدية في تلك الحفرة.

## قصة الفيلم
تبدأ قصة الفيلم بموسيقى طفولية هادئة في عالم آخر، حيث تدخل دمية مهترئة نافذة منزل قديم، تتلقفها أيادٍ مصنوعة من إبر خياطة كبيرة فتعيد حشوها وخياطتها لتبدو شبيهة بفتاة تبلغ 11 عاما، ثم تعيدها إلى النافذة.
في هذه الأثناء تدخل شاحنة لنقل البضائع مساكن القصر الوردي في مبنى آشلاند بولاية أوريجون، وهو قصر قديم متهالك الأطراف يقطن بقبوه ممثلتى سيرك متقاعدتان هن الأنسة سبينك والأنسة فورسيبل وبالعلية بهلوان سيرك روسي غريب الأطوار يدعى السيد بوبينسكي. لكن تم تجديد القصر وتحويله إلى شقة تمهيداً لانتقال المستأجرين الجدد وهم عائلة جونز المنحدرة من بونتياك، ميشيغان.

## الممثلين وأدوارهم
داكوتا فانينغ: تؤدي دور كورالاين جونز طفلة تبلغ 11 سنة، بشعر أزرق داكن ومعطف أصفر، تتسم بالشجاعة، والذكاء، والفضول، وإنزعاجها الدائم من حياتها الرتيبة في هذه الدنيا وعدم أخذ كلامها على محمل الجد من قبل البالغين المجانين، ومن الذين يخطئون في إسمها وينادونها كارولين عوض إسمها الفعلي كارولاين. ويصف كاتب الرواية البريطاني نيل غيمان شخصية كورالاين بأنها تتصف بالخصال كاملة من 'همة' و 'شجاعة' وجميع تلك الخصال القديمة الرائعة.
تيري هاتشر: تلعب الممثلة تيري دورين رئيسيين في الفيلم، دور ميل جونز والدة كورالاين المشغولة عنها دائماً، ودور الأم الأخرى أو الساحرة الشريرة.
ميل جونز والدة كورالاين كاتبة تعمل رفقة زوجها على تدوين دليل للبستنة، رغم كونها تحب إبنتها فهي تظل مشغولة جدا عنها لدرجة الإهمال. أما الأم الأخرى فهي أم لطيفة وحنونة لها قدرة عجيبة على التحول وتغيير شكلها، أنشأت عالماً وسكانًا يشبهون عالم كورالاين لإرضائها والاحتفاظ بها معها. لكن شكلها الحقيقي مخيف فهي عنكبوت ساحرة بوجه معظم ويدين مصنوعتين من إبر الخياطة، تأكل عيون الأطفال وحياتهم حتى يصبحوا أشباحاً وتصير هي أكثر شباباً.
تصف الممثلة تيري هاتشر الأم الأخرى بأنها «الأم الكاملة، فهي طباخة ماهرة، تملك الإجابة المثالية على كل سؤال، لكنها في وقت لاحق تصبح وحشية للغاية.» [بحاجة لمصدر]
جنيفر سوندرز وداون فرينش: الأنسة إبريل سبينك والأنسة مريام فورسيبل، هما ممثلاتى سيرك هزلي متقاعدتان، يملكان العديد من الكلاب الإسكتلندية (بما في ذلك بقايا الكلاب الميتة المحنطة والمحشوة بالقطن)، في العالم الحقيقي يساعدان كورالاين بإعطائها مثلث حلوى صغير يرجع لسنة 1921 نحتته الأنسة فورسيبل.
أما في عالم الأم الأخرى فالكلاب تتحول إلى كلاب خفافيش والأنستين سبينك وفورسيبل هما شابتين جميلتين، يتقنان الغناء والتمثيل والفنون البهلوانية، لكن عندما تسخط الأم الكبرى على كورالاين يتحولان إلى وحوش مخيفة.
جون هودغمان: يلعب الممثل هودغمان دورين رئيسيين في الفيلم، دور الأب الطيب تشارلي جونز والد كورالاين المحب لإبنته والمتفهم لطبيعتها لكنه في نفس الآن مشغول عنها بكتابة دليل البستنة وسماع كلام زوجته. ودور الأب الأخر في العالم السحري المغني وعازف البيانو، والبستاني، الذي يرتعد أمام قسوة وسيطرة الأم الأخرى لذلك فهو يتصرف مثل العبد لديها. ومع ذلك، فإنه لا يزال محتفظاً ببعض جوانب الأب الحقيقي لكورالاين، مذكراً إياها مرارا وتكرارا أنه لا يريد إيذائها بل إن الأم الأخرى هي التي تجبره على القيام بذلك. قام المغني جون لينيل بالغناء في فقرة الأب الأخر في الفيلم.

## بطولة
- داكوتا فانينغ
- تيري هاتشر
- جينيفر سوندرز
- داون فرينش
- جون هودغمان
- ايان ماكشين

## مواقع خارجية
- مقالات تستعمل روابط فنية بلا صلة مع ويكي بيانات
- الموقع الرسمي كورالاين (فيلم)
- كورالاين (فيلم) حلقة أولى في سبحة الأفلام الثلاثية الأبعاد
- كورالاين (فيلم) في موقع قاعدة بيانات الأفلام على الإنترنت
- على موقع قاعدة بيانات الرسوم المتحركة الكبيرة
- على موقع أول موفي
- على موقع الطماطم الفاسدة
- على موقع ميتاكريتيك
- بوكس أوفيس موجو